# Rathaus Windecken

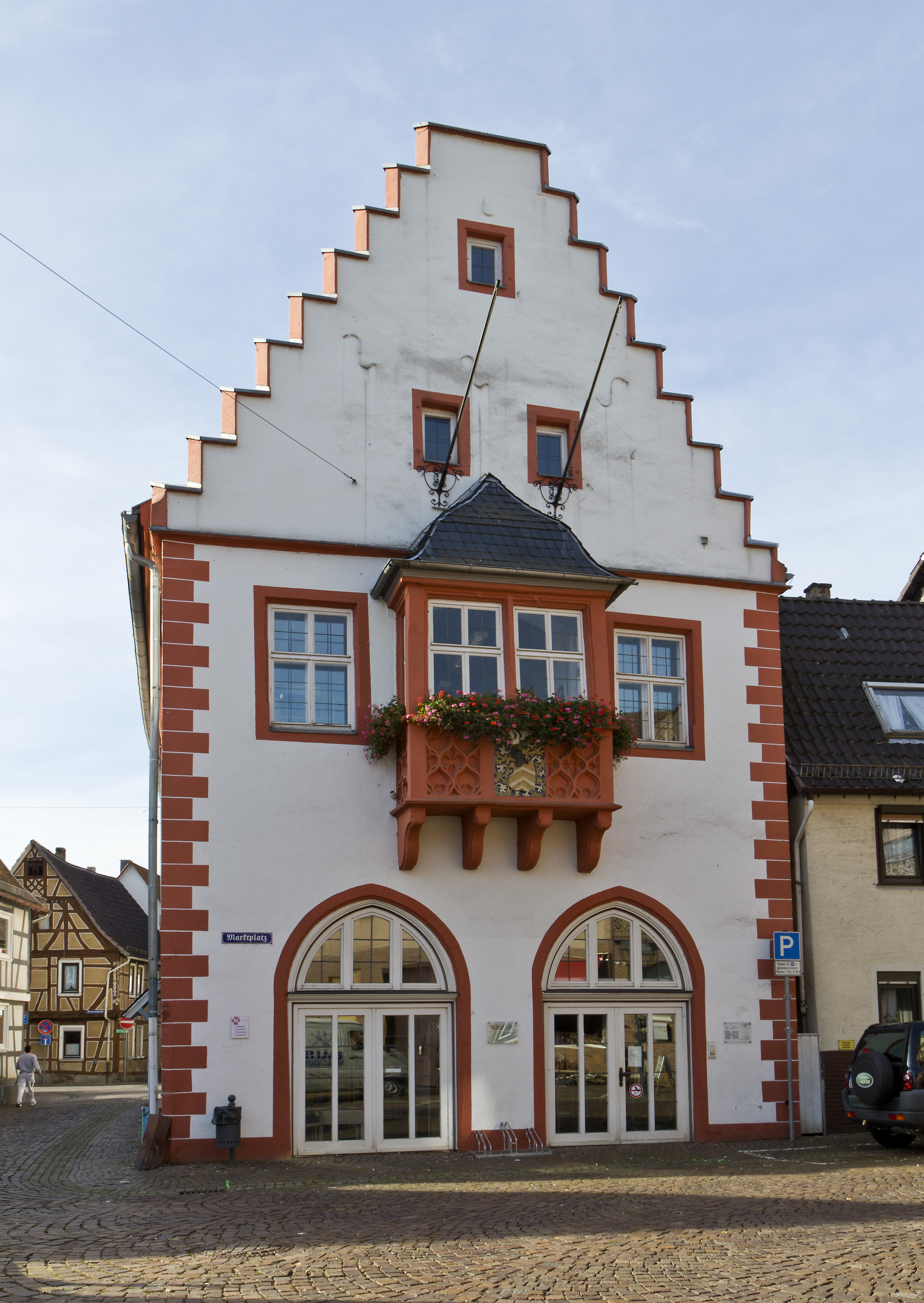
Rathaus Windecken vom Marktplatz aus

Das historische Rathaus von Windecken wird heute als Stadtbücherei der Stadt Nidderau genutzt, deren Stadtteil Windecken heute ist.

## Geografische Lage
Das ehemalige Rathaus liegt an der westlichen Schmalseite des Marktplatzes von Windecken.

## Gebäude
Das Rathaus ist ein zweigeschossiges Renaissancegebäude. Eine Bauinschrift stammt von 1520. Die Hauptfassade zum Marktplatz hin ist durch einen Treppengiebel und einen Erker betont. Der Erker zeigt das Wappen des Landesherren zur Zeit, als das Rathaus errichtet wurde, der Grafschaft Hanau-Münzenberg. Im Erdgeschoss befand sich eine ursprünglich offene Halle mit noch gotischen Spitzbögen. Dies deutet auf eine ältere Bauphase hin, so dass das Alter des Gebäudes auch auf 1450 datiert wird. Die ehemals offenen Hallen sind heute verglast und in den Innenraum einbezogen. Dort befindet sich auch die „Schatzkammer“, die durch eine geschmiedete Tür gesichert wird.
Im Dreißigjährigen Krieg wurde Windecken mehrmals, insbesondere 1634, am 15. Mai 1635 und 1638 schwer beschädigt. Auch das Rathaus war davon betroffen. Aus der Zeit des anschließenden Wiederaufbaus stammen die mächtigen Holzsäulen im Inneren des Gebäudes.

## Nutzung
Nachdem sich im Vorfeld der Gebietsreform in Hessen die Gemeinden Windecken mit und Heldenbergen zum 1. Januar 1970 zur Stadt Nidderau zusammengeschlossen hatten, wurde das Gebäude nicht mehr als Rathaus benötigt. Es beherbergt heute die Stadtbücherei von Nidderau.